# Higashi, Sapporo
Higashi (東区 Higashi-ku) là quận thuộc thành phố Sapporo, phó tỉnh Ishikari, Hokkaidō, Nhật Bản. Tính đến ngày 1 tháng 10 năm 2020, dân số ước tính của quận là 265.379 người và mật độ dân số là 4.700 người/km2. Tổng diện tích của quận là 56,97 km2.

## Giao thông

### Sân bay
- Sân bay Okadama

### Đường sắt
- Tàu điện ngầm đô thị Sapporo
  - Tuyến Tōhō: Sakaemachi - Shindō-Higashi - Motomachi - Kanjō-Dōri-Higashi - Higashi-Kuyakusho-Mae - Kita-Jūsan-Jō-Higashi

### Cao tốc/Xa lộ
- Cao tốc Sasson: Kariki IC - Fushiko IC - Sapporo-Kita IC
- Quốc lộ 5